# Кулкыбаев, Габдулла Абдикожаевич
Габдолла Абдикожаулы Кулкыбаев (род. 4.2.1940, а. Уйымшыл (ныне им. С.Сейфуллина) Жанааркинского района Карагандинской область) — советский и казахстанский ученый, доктор медицинских наук (1990), профессор (1992), академик НАН РК (2003).

## Биография
В 1963 году окончил Карагандинский медицинский институт.
В 1963—1979 годы занимался научно-педологической деятельностью в Карагандинском медицинском институте.
С 1979—1981 годы директор научно-исследовательского института кардиологии Министерства здравоохранения, В 1981—1990 годы работал в научно-исследовательском институте обширной патологии.
С 1990 года директор Национального научного центра труд, гигиены и профессиональных болезней. Основные научные труды посвящены вопросам теоретической токсикологии, гигиены на производстве и медицинской экологии. Исследовал основные механизмы патогенеза отравления фосфором.
Почётный гражданин Караганды (22.08.2001).

## Сочинения
- Экспериментальное обоснование применения гипербарический оксигенации при хронической фосфорной интоксикации, М., 1992.
- Патогенез фосфорной интоксикации и факторы питания, А. — Караганды, 1994.
- Медицинские аспекты экологии, Караганды, 1995.
- Трансформация и биодеградация ароматических углеводородов, Караганды, 1998.